# Ökenfäderna

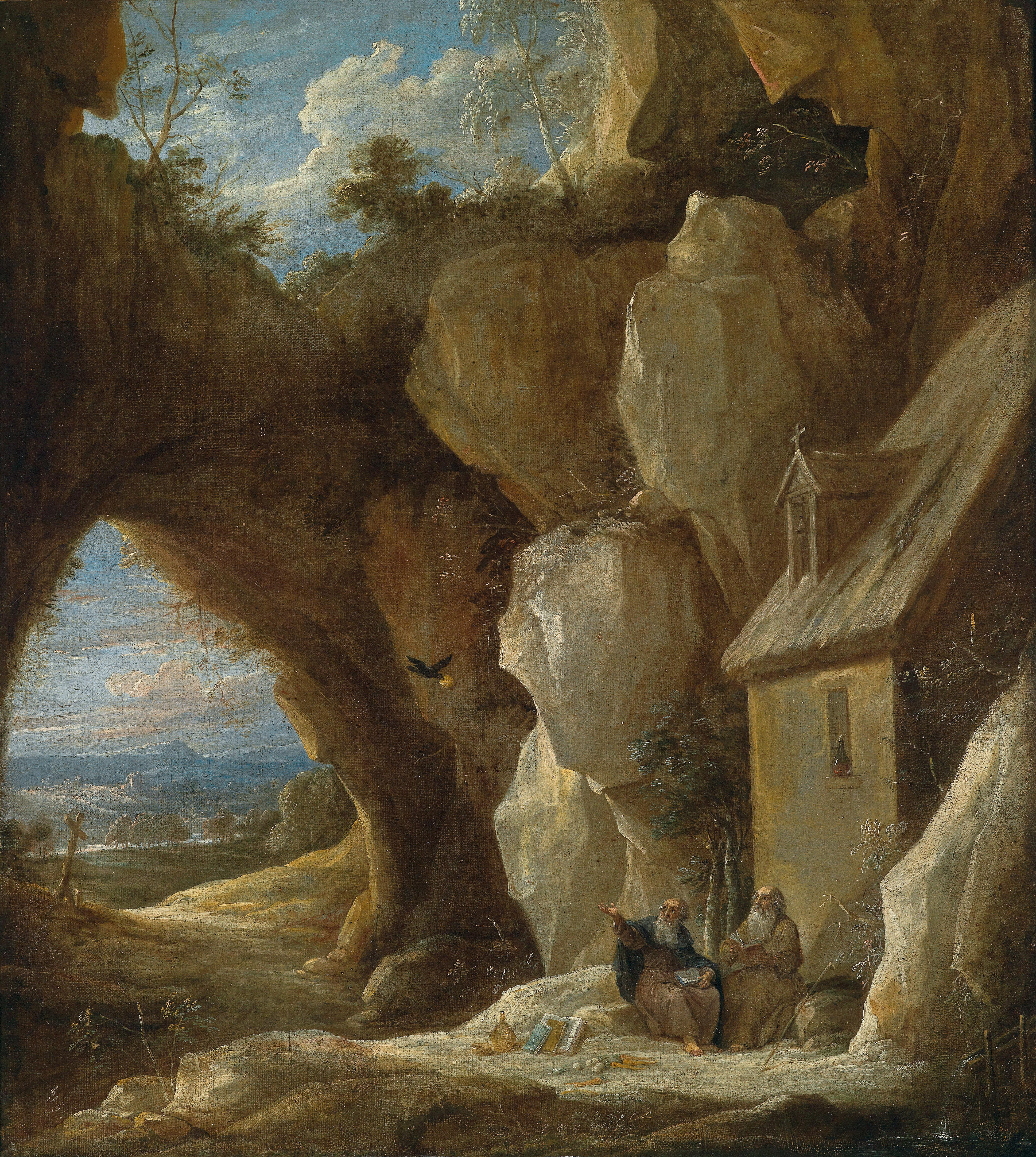
Antonius och Paulus i öknen, målning från 1600-talet av David Teniers den yngre

Ökenfäderna var tidiga kristna eremiter, asketer och munkar som huvudsakligen levde i Sketeöknen i Egypten med början under 200-talet. De gemenskaper som växte fram kring ökenfäderna bildade modell för kristen monasticism. Några av de tidiga ökenfädernas och -mödrarnas visdomsord finns samlade i skriften Ökenfädernas tänkespråk (latin: Apophthegmata Patrum).
Den förste kristne ökeneremiten var Paulus av Thebe. Den kändaste är den helige Antonius, som bosatte sig i öknen omkring år 270. Vid Antonius död år 356 hade tusentals munkar och nunnor följt hans exempel. Utöver Antonius omfattar Ökenfädernas tänkespråk bland annat även Arsenius den store, Poimen, Makarios av Egypten, Moses den svarte och Synkletika. Bland övriga viktiga ökenfäder märks Pachomios och Shenute. Många andra personer tillbringade delar av sina liv i den egyptiska öknen, som Athanasius, Johannes Chrysostomos, Euagrios Pontikos, Hilarion från Gaza och Johannes Cassianus.

## Centrala texter
- Ökenfädernas tänkespråk (Apophthegmata Patrum)
- Historia Monachorum in Aegypte
- Ethiopic Collectio Monastica
- Historia lausiaca av Palladius av Galatien
- Antonios liv av Athanasius
- Anonymous Apophthegmata
- Filokalia
- De institutis coenobiorum och Collationes patrum secticorum av Johannes Cassianus